# IPhone 6
De iPhone 6 en iPhone 6 Plus is een smartphone, ontworpen en op de markt gebracht door Apple Inc.
Op 9 september 2014 werd hij door Apple geïntroduceerd. De iPhone 6 wordt sinds 20 september samen met de iPhone 6 Plus verkocht in de Verenigde Staten, Canada, het Verenigd Koninkrijk, Frankrijk, Duitsland, Australië, Japan, Hongkong, China en Singapore. Op 27 september volgde de rest van de landen waar Apple actief in is.
De smartphone heeft een Apple A8-chip samen met een Apple M8-chip en een 8 megapixel-iSight-camera.

## Functies
De iPhone 6 en iPhone 6 Plus werden aangekondigd op 9 september 2014 tijdens een speciaal evenement in Cupertino, Californië. De iPhone 6 is in een spacegrijs, zilveren en gouden uitvoering verkrijgbaar, wordt geleverd met iOS 8 en heeft 16, 32, 64 of 128 GB aan opslaggeheugen. Sinds maart 2017 is de versie met 32 GB opslag verkrijgbaar. De iPhone 6 is 4,7 inch en de iPhone 6 Plus is 5,5 inch groot en bevatten een nieuw Retina-hd-scherm. Evenals de iPhone 5s en iPhone 6 Plus, beschikt de iPhone 6 over een Touch ID. Door de toevoeging van NFC kan men contactloos betalen met Apple Pay, al is deze functie (nog) niet overal beschikbaar. De camera heeft nog steeds 8 megapixels, maar is verbeterd door toevoeging van een nieuwe sensor en Focus Pixel, waarmee de autofocus ongeveer twee keer zo snel is. De batterij is eveneens verbeterd en gaat volgens Apple ongeveer twee uur langer mee.

## Specificaties
| Specificatie          | iPhone 6 | iPhone 6 Plus |
| --------------------- | --- | --- |
| Scherm                | Beelddiagonaal van 4,7-inch (12 cm), resolutie van 1334 bij 750 pixels. Scherm gebruikt een multitouch-touchscreentechnologie. Met 326 ppi. Scherm gebruikt de "Retina HD"-technologie van Apple. | 5,5-inch (14 cm), 1920 bij 1080 pixels (401 ppi) |
| Grootte               | 138,1 × 67,0 × 6,9 mm | 158,1 × 77,8 × 7,1 mm |
| Gewicht               | 129 gram | 172 gram |
| Besturingssysteem     | iOS 8 (voorgeïnstalleerd bij lancering) t/m iOS 12 | iOS 8 (voorgeïnstalleerd bij lancering) t/m iOS 12 |
| Verbindingen          | Met de computer via een Lightning-dockconnector, wifi, Bluetooth 4.0, NFC | Met de computer via een Lightning-dockconnector, wifi, Bluetooth 4.0, NFC                                                                                                |
| Netwerken             | GSM/GPRS/EDGE (850, 900, 1800, 1900 MHz), UMTS/HSPA+/DC-HSDPA (850, 900, 1900, 2100 MHz) LTE (Banden 1, 2, 3, 5, 7, 8, 20)                                                                        | GSM/GPRS/EDGE (850, 900, 1800, 1900 MHz), UMTS/HSPA+/DC-HSDPA (850, 900, 1900, 2100 MHz) LTE (Banden 1, 2, 3, 5, 7, 8, 20)                                               |
| Capaciteit            | 16, 32, 64 of 128 GB intern, niet uitbreidbare opslag. | 16, 32, 64 of 128 GB intern, niet uitbreidbare opslag. |
| Batterij              | Ingebouwd herlaadbare lithium-ion-polymeeraccu. Beltijd: 14 uur op 3G. Internet: 10 uur op 3G, 11 uur op wifi. Audio: 50 uur, video: 11 uur. In stand-by: 250 uur.                                | Beltijd: 24 uur op 3G. Internet: 12 uur op 3G, 12 uur op wifi. Audio: 80 uur, Video: 14 uur. In stand-by: 384 uur.                                                       |
| Camera                | Achterkant: 8,0 megapixel, foto en film (1080p) (240 fps, slow motion), gezichtsherkenning, videostabilisatie, en True Tone-flash. Voorkant: 1,2 MP foto's, 720p video's                          | Achterkant: 8,0 megapixel, foto en film (1080p) (240 fps, slow motion), gezichtsherkenning, videostabilisatie, en True Tone-flash. Voorkant: 1,2 MP foto's, 720p video's |
| Kleur                 | Spacegrijs, goud en zilver | Spacegrijs, goud en zilver |
| Levering              | VS: 19 september 2014 - Benelux: 26 september 2014 | VS: 19 september 2014 - Benelux: 26 september 2014 |
| Huidige ondersteuning | iOS 12.5.5 (per 23 september 2021 en tevens de laatste ondersteunde versie voor de iPhone 6) | iOS 12.5.5 (per 23 september 2021 en tevens de laatste ondersteunde versie voor de iPhone 6)                                                                             |